# King Diamond - Platinum Edition
King Diamond – Platinum Edition es una caja recopilatoria de la banda de heavy metal King Diamond, publicado en 2004 por la discográfica Massacre Records.
El recopilatorio se compone por tres CD:
- Disco 1: The Spider's Lullabye
- Disco 2: The Graveyard
- Disco 3: Voodoo